# Мокржецкий, Сигизмунд Александрович
Сигизмунд Александрович Мокржецкий (иногда Мокжецкий) (польск. Zygmunt Atanazy Mokrzecki; 1865—1936) — российский и польский энтомолог, профессор энтомологии Таврического университета в Симферополе, заведующий кафедрой энтомологии и охраны леса Главной школы сельского хозяйства (Szkoły Głównej Gospodarstwa Wiejskiego) в Варшаве. Профессор аграрного университета, заведующий кафедрой энтомологии и защиты леса. Организатор и директор Симферопольского естественно-исторического музея. Статский советник (1915 год). Организатор первой польской компании по исследованиям насекомых-вредителей растений, автор монографических исследований насекомых-вредителей в сельском хозяйстве, садоводстве в Польше, Российской империи (в основном в Крыму) и Болгарии, пионер защиты растений (в том числе биологических методов защиты). Председатель Польского энтомологического союза.

## Биография
Родился 2 мая 1865 года[по какому календарю?] в имении Дзитрыки Белогрудской волости (Польша) в семье польского шляхтича Александра Мокржецкого и Камиллы Мокржецкой (до замужества — Машевская). Сигизмунд Мокржецкий был седьмым ребенком в семье. После смерти матери в возрасте около одного года его отдали на воспитание бабушке с дедушкой в имение Винковце (Winkowce) недалеко от Лиды. Бабушка, занималась сбором лекарственных растений и оказала большое влияние на развитие интереса к природе у внука. Первым учителем мальчика стал управляющий имением. Затем Мокржецкий учился в уездной школе в Лиде (1874—1876) и в гимназии в Вильнюсе (1879—1884).
После окончания гимназии в 1884 году он поступил в Лесной институт в Петербурге, который он окончил в 1889 году с дипломом лесника 2-й степени — был учеником энтомолога и зоолога Николая Холодковского.
В 1890—1892 годах Мокржецкий работал в Управлении государственных имуществ в Харькове в чине помощника лесничего работал. Он специализировался по специальностям энтомология и зоология в Харьковском университете под руководством профессоров В. Рейнхарта и А. Брандта. С 1892 года работал лесным таксатором в окрестностях Екатеринослава, а с конца того же года — таксатором государственных лесов в Симферополе. С этого же года Мокржецкий начал заниматься научной деятельностью, опубликовал свою первую работу по энтомологии, в которой обсуждал довольно популярную в те годы тему - естественных врагов насекомых-вредителей.
В 1893 году при Таврическом губернском земстве была организована первая в России должность губернского энтомолога, которая по ходатайству Харьковского университета была предложена именно Сигизмунду Мокржецкому. Последующие 28 лет Мокржецкий жил и работал в Крыму, занимаясь научной, популяризаторской и организаторской деятельность на поприще защиты растений и в области прикладной энтомологии. Работал в 1893 — 1917 годах на должности Главного губернского энтомолога Таврической губернии. До 1897 года работал как сотрудник земства, с 1897 года выполняя все те же обязанности, получал жалование от Департаменте земледелия, сначала как  инспектор, затем как младший и как старший специалист по энтомологии (1901—1912).
Мокржецкий в 1910 году был одним из организаторов и стал первым председателем Крымского общества естествоиспытателей и любителей природы. В этом же году он становится редактором печатного органа Общества «Бюллетень». По его инициативе были основаны Энтомологические общества в Киеве и Херсоне. В 1913 году основывает Салгирскую помологическую станцию. В 1917 года становится председателем Комитета объединённых научных учреждений и обществ Таврической губернии, который также были известен как Таврическая научная ассоциация. В её состав входило около 50 научных институтов. Мокржецкий руководил ею вплоть до 1920 года. В 1916 году Мокржецкий стал доцентом Таврического университета. С 1918 года был профессором энтомологии при земледельческом факультете университета. В течение периода пребывания в Крыму, Мокржецкий поддерживал взаимоотношения с польской наукой: с Музеем имени Дзедушицких во Львове, с 1894 года был членом Польского общества естествоиспытателей имени Коперника и Польского краеведческого общества.
В этот период женился, но развелся в 1919 году. От этого брака у Мокржецкого остался сына Виктор 1893 года рождения и дочь Мария 1897 года рождения.
В 1920 году, после того, как Красная Армия вошла в Крым, Мокржецкий покинул его территорию в октябре того же года в ходе Крымской эвакуации. Железная дорога на тот момент уже не действовала, поэтому учёный вместе с сыном добрался до Севастополя, где сын, мичман Черноморского Флота, принял под командование небольшой пароход. Таким образом Мокржецкий смог выехать в Константинополь, где он на короткое время задержался.
С 1 марта 1921 года Мокржецкий начинает работать на должности первого в Болгарии государственного энтомолога и инспектора защиты растений при министерстве сельского хозяйства. Здесь он организует государственную службу защиты растений, занимается исследованиями биологии вредителей масличных роз и вредителей на складах риса, табака, сушеного винограда и др. культур.
Проработав в Болгарии полгода, Мокржецкий переезжает в Польшу, где 1 января 1922 года был назначен профессором чрезвычайным, а с 1 апреля этого же года — профессором ординарным и руководителем кафедры и Института энтомологии и охраны леса в Главной школе сельского хозяйства в Варшаве. Мокржецкий организовал Институт с нуля и руководил им до 1935 года. С 1923 года Мокржецкий занимает должность первого председателя Польского энтомологического общества (Polskiego Towarzystwa Entomologicznego), первоначально называвшегося Польский энтомологический союз (Polski Związek Entomologiczny). Руководил Обществом до самой смерти.
Умер Мокржецкий 3 марта 1936 года в Варшаве. Был похоронен 5 марта на Повонзковском кладбище.

## Научная и организаторская деятельность
За свою жизнь Мокржецкий опубликовал более 200 работ и статей, включая в таких журналах, как: «Журнал прикладной энтомологии», «Revue Russe d’Entomologie», «Лесной журнал», «Записки Императорского общества сельского хозяйства Южной России», «Труды Русского энтомологического общества», «Плодоводтво», «Промышленное садоводство и огородничество», «Zeitschrift fur wussenschaftliche Insektbiologie», «Zeitschrift fur Pflanzenkrankheiten», «Allgemeine Zeitschrift fur Entomologie». «Энтомологический календарь для садоводов» за 13 лет (1900—1913) за его авторством переиздавался в Симферополе четыре раза. Большое внимание получили его работы по внутренней терапии растений, базировавшиеся на их внекорневом питании.

## Избранные труды
- Мокржецкий С., Брагина А. О лабораторном разведении яйцеедов Trichogramma semblidis Aur. u Trichogramma fasciatum P. и температурные опыты над ними. — Симферополь: Типография Таврического Губернского Земства, 1916. — 13 с.
- Мокржецкий С. А. Бобовые растения (насекомые их). Оттиск: Полная энциклопедия русского сельского хозяйства в 10-ти т. Под ред. Проф. А. Ф. Рудзкого. Издание А.Ф, Девриена, СПб. — б. м., б. г. — Ст. 448—459.
- Мокржецкий С. А. В интересах охраны садов от вредных насекомых и грибных болезней. Оттиск. — б. м., б. г. — 23 с.
- Мокржецкий С. А. Внутренняя терапия и внекорневое питание растений. Вредные насекомые. Консультативная деятельность. С. А. Мокржецкого. — Симферополь: Типография Таврического Губернского Земства, 1905. — 47 с.
- Мокржецкий С. А. Вредные животные и растения в Таврической губернии, наблюдавшиеся в 1893 г. — Симферополь, 1893. — 8 с.
- Мокржецкий С. А. Вредные животные и растения в Таврической губернии по наблюдениям 1898 г. с указанием мер борьбы С. А. Мокржецкого. — Симферополь: Типография Спиро, 1898. — VII, 36, V с.
- Мокржецкий С. А. Вредные животные и растения в Таврической губернии по наблюдениям 1900 г. с указанием мер борьбы. — Симферополь: Типография Спиро, 1901. — VIII. — 95 с.
- Мокржецкий С. А. Внутренняя терапия и внекорневое питание растений. Вредные насекомые. Консультативная деятельность. Отчет о деятельности губернского энтомолога Таврического Земства за 1904 г. — Симферополь: Типография Спиро, 1905. — 46 с.
- Мокржецкий С. А. Грушевый пилильщик (Hoplocmpa brevis klug) С.А, Мокржецкого. Оттиск: Вестник садоводства, плодоводства и огородничества. № 12, 1907. — б. м.: Типо-литография «Герольд», 1907. — 6 с.
- Мокржецкий С. А. Демир-Пас. Болезнь табака в Крыму, С. А. Мокржецкого, Губернского энтомолога. — Симферополь: Типография Спиро, 1898. — 5 с., 1 л. табл.
- Мокржецкий С. А. Защита ценных культур от заморозков. — Симферополь: Типография Спиро, б. г. — 7 с.
- Мокржецкий С. А. Зона и головня на хлебах и меры борьбы с этими болезнями. — Симферополь: Типография Таврического Губернского Земства, 1904. — 9 с.
- Мокржецкий С. А. К вопросу о медоносных растениях Таврической губернии. — Симферополь: Типография Таврического Губернского Земства, б. г. — 12 с.
- Мокржецкий С. А. К вопросу об организации шелководного дела при Таврической Губернской Земской Управе в Симферополе. — Симферополь, б. г. — 13 с.
- Мокржецкий С. А. Как бороться с зоною. Энтомолога Таврического Губернского Земства С. А. Мокржецкого. — Симферополь: Типография Спиро, 1897. — 9 с.
- Мокржецкий С. А. Кормовые травы (вредные насекомые их). — б. м., б. г. — 6 с.
- Мокржецкий С. А. Короед в плодовых садах Крыма и борьба с ним. Сообщил С. А. Мокржецкий. — Симферополь: Типография Синани, 1903. — 4 с.
- Мокржецкий С. А. Кровяная тля в Крыму С. Мокржецкого. — СПб.: Типография Добродеева, 1896. — 12 с.
- Мокржецкий С. А. Луговой мотылек. Его жизнь и меры борьбы с ним. 3-е изд. — СПб.: Типография М. Меркушева, 1902. — 29 с. (Министерство земледелия и государственных имуществ, Департамент Земледелия).
- Мокржецкий С. А. Наставление для борьбы с стеблевой совкою, пилильщиком, зерновым червём и зоною / Сост. С. А. Мокржецким, энтомологом Таврического Губернского Земства. — Симферополь: Паровая типография Спиро, 1896. — 7 с.
- Мокржецкий С. А. Некоторые наблюдения над циклом полового развития Schizoneura Lanigera Hausm. Оттиск: Записки Новороссийского общества естествоиспытателей. Т. XXI. Вып. 1. — Симферополь, 1895. — б. м., б. г. — 6 с.
- Мокржецкий С. А. О борьбе с мышами. — б. м., б. г. — 8 с.
- Мокржецкий С. А. О внутренней терапии и внекорневом питании растений. Из отчета о деятельности Губернского энтомолога Таврического Земства С. А. Мокржецкого за 1904 г. — Симферополь: Типография Таврического Губернского Земства, 1904. — 23 с.
- Мокржецкий С. А. О гессенской мухе и о мерах борьбы с нею. — Феодосия: Типография Косенко, 1908. — 4 с.
- Мокржецкий С. А. О некоторых животных, найденных в колодезной воде в Крыму. Оттиск: Крымский вестник. № 318 — б .м., б. г. — 11 с.
- Мокржецкий С. А. О новом методе питания и лечения деревьев С. А. Мокржецким. — СПб.: Типография Меркушева, б. г. — 5 с.
- Мокржецкий С. А. Об опрыскивании плодовых деревьев мышьяковистыми препаратами вообще и мышьяковистою известью в частности. — Симферополь: Типография Таврического Губернского Земства, 1910. — 5 с.
- Мокржецкий С. А. Опыт дезинфекции виноградной лозы при помощи паров синильной кислоты (фумигации) // Записки Симферопольского отдела Императорского Российского общества садоводов. Декабрь, 1909. — с. 523—527.
- Мокржецкий С. А. Парижская или швейнфуртская зелень и некоторые другие составы против насекомых плодовых садов. 4-е переработанное и дополненное издание. — Харьков: Изд-во Петрова, 1901. — 59 с.
- Мокржецкий С. А. Салгирская помологическая станция. Краткий очерк её деятельности за 1913—1915 организационные годы. — Симферополь: Типография Таврического Губернского Земства, 1916. — 40 с., 18 л. табл.
- Мокржецкий С. А. Современное состояние вопроса о борьбе с вредителями и грибными болезнями плодовых деревьев и виноградной лозы в Крыму, С. А. Мокржецкого. — б. м., б. г. — 36 с.
- Мокржецкий С. А. Успехи сельскохозяйственной энтомологии в России за последнюю четверть века. Оттиск: Труды естественно-исторического музея Таврического Губернского Земства. Т. 1, 1912. — Симферополь: Типография Тавр. Губ. Земства, 1912. — 19 с.
- Мокржецкий С. А. Фауна Крыма. Очерк. Оттиск из книги «Крым-Путеводитель». — Симферополь: Типография Тавр. Губ. Земства, 1914. — 33 с.
- Мокржецкий С. А. Филлоксера. Её жизнь по новым исследованиям, меры борьбы с нею и способы дезинфекции посадочного материала. — Симферополь: Изд-во Таврическо-Екатеринославского комитета виноградарства и виноделия, 1915. — 99 с., 4 л. табл,, 1 л. план.
- Мокржецкий С. А. Яблочная плодожорка (carrocapsa pomonella Linne). Естественная история плодожорки, значение её в плодоводстве и меры борьбы с нею. Сост по книге «The Codling Moth» M.V. Sligerlanda... с дополнение относительно России. Симферополь: Типография Синани, 1902. — 92 с., 2 л. табл.